# Hideyuki Ashihara
Hideyuki Ashihara (芦原 英幸 Ashihara Hideyuki?, 5 decembrie 1944 – 24 aprilie 1995) a fost un maestru în karate japonez, care în 1980 a fondat sistemul de karate Ashihara. Ashihara a deținut rangul 10 dan în karate și scris trei cărți referitore la arte marțiale.